# Navia (Spanyolország)
Navia egy település Spanyolországban, Asztúria autonóm közösségben. Navia Cuaña, Villayón és Valdés községekkel határos. Lakosainak száma 8112 fő (2024).

## Népesség
A település népessége az utóbbi években az alábbiak szerint változott:
| Lakosok száma | 9098 | 9047 | 9044 | 9190 | 8982 | 8772 | 8425 | 8380 | 8263 | 8112 |
|               | 2001 | 2004 | 2007 | 2009 | 2012 | 2014 | 2017 | 2019 | 2022 | 2024 |